# Замок Баллінтобер
Замок Баллінтобер (англ. Ballintober Castle, ірл. Baile an Tobair) — замок Балє ан Тобайр — один із замків Ірландії, розташований в графстві Роскоммон, в 6 км від селищеф Кастлере. Ірландська назва замку перекладається як «хороше поселення». Нині замок лежить в руїнах.

## Історія замку Баллінтобер
Замок Баллінтобер — це велика фортеця, один з небагатьох замків вождів ірландських кланів середньовіччя, що дійшли до нашого часу. Замок побудований в 1290 році. Перші письмові згадки про замок датуються 1311 роком. Замок квадратний в плані з величезними кутовими асиметричними полігональними вежами і воротами в східній частині замку, що оточені невеликими виступаючими баштами. Житлові корпуси на верхніх поверхах замку досить складні по конструкції — вплив норманської архітектури. Вважається, що замок був побудований ірландським кланом О'Коннор — кланом королівської династії королівства Коннахт, що правив королівством Коннахт як мінімум дві тисячі років. Король Каннахта Кахал О'Коннор в свій час заклав монастир Балє ан Тобайр в нинішньому графстві Мейо. Його нащадки розбудовували абатство Баллінтобер в графстві Роскоммон, де власне потім і побудували замок Баллінтобер. Хоча історики сумніваються, що замок Баллінтобер дійсно збудував ірландський клан О'Коннор, і вважають, що ірландським кланам в той час не було ніякого сенсу будувати такі фортеці. Крім того, зберігся документ інквізиції, датований 1333 роком, де сказано, що замок Баллінтобер належить графу Ольстера. Цілком імовірно, що замок побудував Вільям де Бург — феодал норманського походження. Замок був відремонтований та реконструйований у 1627 році. Був створений додатковий захист — поглиблено рів навколо замку і заповнено його водою.
Замок Баллінтобер захопив ірландський клан О'Коннор в XIV столітті і тримав заок у своїх руках майже 300 років. Замок був резиденцією ірландського вождя Дона О'Коннора. Замок був у володіннях клану О'Коннор як мінімум у 1385—1652 роках. У 1598 році замок захопив ірландський ватажок Рудий Х'ю О'Доннелл, що оточив замок, почав обстрілювати його артилерією і змусив Х'ю Дона О'Коннора капітулювати і зректися корони королівства Коннахт. У 1641 році спалахнуло повстання за незалежність Ірландії. Замок став одним із центрів повстанців, центром опору англійській владі. Замок штурмувала англійська армія Олівера Кромвеля, замок впав у 1652 році, був конфіскований у володарів — вождів клану О'Коннор. Але клан О'Коннор зумів повернути собі замок Баллінтобер в 1677 році і володів ним до 1701 року, коли замок був закинутий. Біля замку є церква Святої Бригітти, біля неї старовинне кладовище, в тому числі зберігся надгробок Дона О'Коннора, що помер в 1634 році. Замок погано вивчений археологами і потребує подальшого дослідження.